# Кубок Парагваю з футболу 2024
Кубок Парагваю з футболу 2024 — 6-й розіграш кубкового футбольного турніру у Парагваї. Титул володаря кубка вдруге поспіль здобув Лібертад.

## Календар
| Раунд               | Дата                        | Матчі | Клуби   |
| ------------------- | --------------------------- | ----- | ------- |
| Перший раунд        | 1 травня - 17 червня 2024   | 25    | 75 → 52 |
| Другий раунд        | 3-19 липня 2024             | 20    | 52 → 32 |
| 1/16 фіналу         | 20 серпня - 20 вересня 2024 | 16    | 32 → 16 |
| 1/8 фіналу          | 2-16 жовтня 2024            | 8     | 16 → 8  |
| 1/4 фіналу          | 24-31 жовтня 2024           | 4     | 8 → 4   |
| 1/2 фіналу          | 14-21 листопада 2024        | 2     | 4 → 2   |
| Матч за третє місце | 4 грудня 2024               | 1     |         |
| Фінал               | 7 грудня 2024               | 1     | 2 → 1   |

## 1/8 фіналу
| Команда 1            | Рахунок      | Команда 2              |
| -------------------- | ------------ | ---------------------- |
| 2 жовтня 2024        |              |                        |
| Спортіво Ітеньйо (4) | 0:1          | Спортіво Карапегуа (2) |
| Спортіво Трініденсе  | 2:2 пен. 3:4 | Спортіво Лукеньйо      |
| 3 жовтня 2024        |              |                        |
| Спортіво Амельяно    | 1:1 пен. 3:4 | Гуарані (Асунсьйон)    |
| Енкарнасьйон (2)     | 0:2          | Лібертад               |
| 9 жовтня 2024        |              |                        |
| Олімпія (Асунсьйон)  | 2:0          | 3 лютого (2)           |
| Насьйональ           | 2:0          | 2 травня (2)           |
| 10 жовтня 2024       |              |                        |
| Серро Портеньйо      | 1:2          | Соль де Америка        |
| 16 жовтня 2024       |              |                        |
| 24 вересня (3)       | 0:1          | Гуаренья (2)           |

## 1/4 фіналу
| Команда 1           | Рахунок      | Команда 2              |
| ------------------- | ------------ | ---------------------- |
| 24 жовтня 2024      |              |                        |
| Спортіво Лукеньйо   | 1:0          | Гуаренья (2)           |
| 25 жовтня 2024      |              |                        |
| Гуарані (Асунсьйон) | 1:0          | Спортіво Карапегуа (2) |
| 30 жовтня 2024      |              |                        |
| Соль де Америка     | 0:0 пен. 2:4 | Лібертад               |
| 31 жовтня 2024      |              |                        |
| Олімпія (Асунсьйон) | 0:2          | Насьйональ             |

## 1/2 фіналу
| Команда 1         | Рахунок | Команда 2           |
| ----------------- | ------- | ------------------- |
| 14 листопада 2024 |         |                     |
| Лібертад          | 2:0     | Спортіво Лукеньйо   |
| 21 листопада 2024 |         |                     |
| Насьйональ        | 2:1     | Гуарані (Асунсьйон) |

## Матч за третє місце
| 4 грудня 2024 0:30 (EEST) |

| Спортіво Лукеньйо                               | 0:0      | Гуарані (Асунсьйон)                               |
| ----------------------------------------------- | -------- | ------------------------------------------------- |
|                                                 | Протокол |                                                   |
|                                                 | Пенальті |                                                   |
| - Вера - Гауче - Брізуела - Гіменес - Вільяльба | 5:4      | - Сервіо - Ібаррола - Марін - А.Бенітес - Перейра |

| Естадіо Арсеніо Еріко, Асунсьйон Арбітр: Альдо Кіньйонес |

## Фінал
| 7 грудня 2024 0:30 (EEST) |

| Лібертад    | 1:0      | Насьйональ |
| ----------- | -------- | ---------- |
| Лескано 55' | Протокол |            |

| Дефенсорес дель Чако, Асунсьйон Арбітр: Хуан Бенітес |